# Muiderkerk

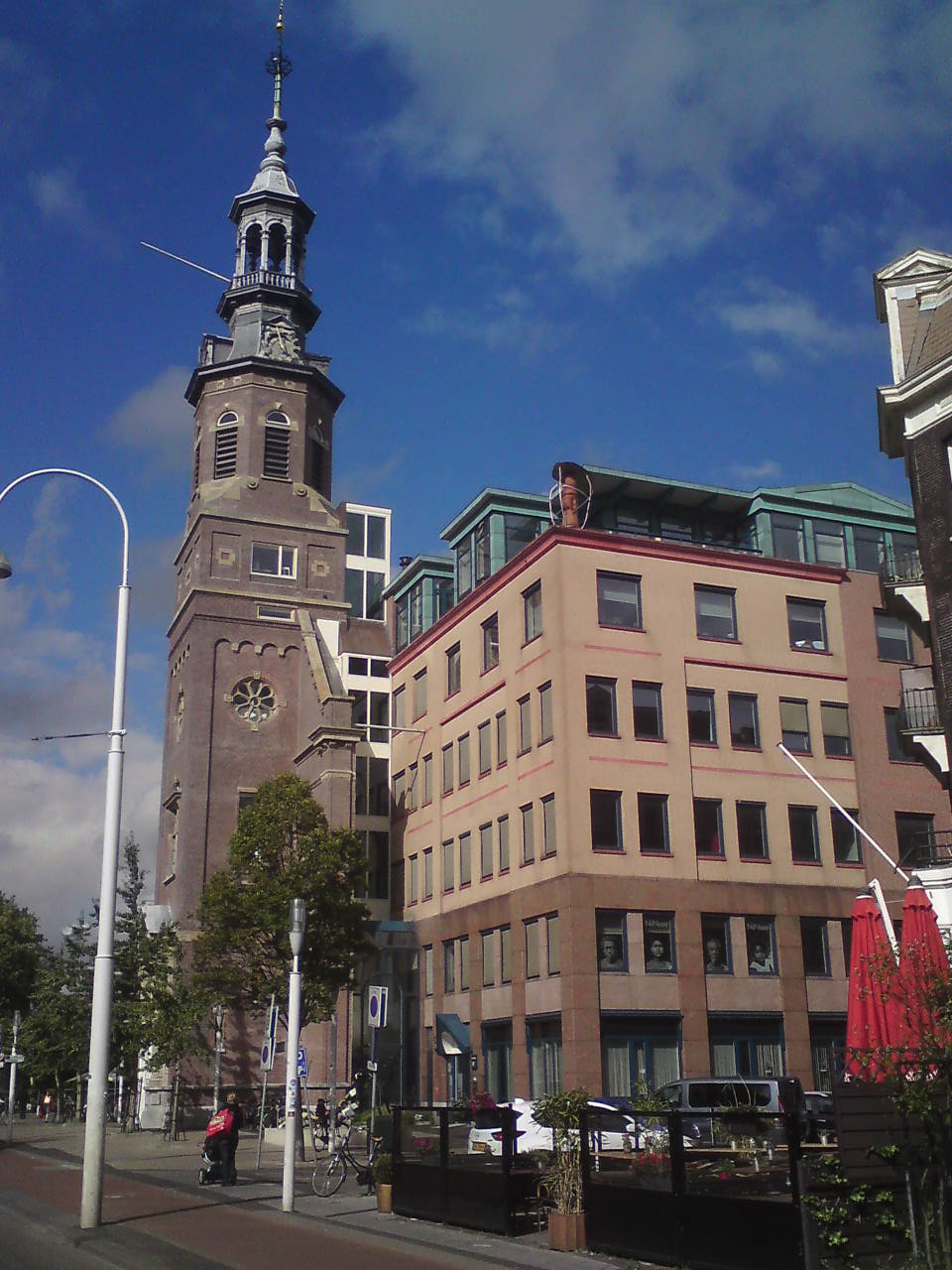
Muiderkerk in Amsterdam

De Muiderkerk is een protestantse kerk aan de Linnaeusstraat in Amsterdam-Oost, aan de rand van het Oosterpark.
De oude Muiderkerk, gebouwd in 1892, brandde deels af in 1989 maar de markante toren bleef gespaard. De huidige Muiderkerk is tegen de oude toren aan gebouwd en is onderdeel van een bouwcomplex uit 1997 dat ontworpen werd door architect Van Hoogevest. Het nieuwe gedeelte heeft niet het karakteristiek exterieur dat men van een kerk verwacht. De oude toren werd in het begin van de jaren tien gerestaureerd om het achterstallig onderhoud en de nog aanwezige brandschade te ondervangen.
Ten zuiden van de toren werd in 2008 een stadspleintje met kunstobject geopend onder de titel Wensplein voor vrede. 

## Gebruik
Het gebouw wordt gebruikt door de Muiderkerkgemeente, die samen met de Elthetokerkgemeente deel uitmaakt van de Protestantse Kerkgemeente Amsterdam-Oost (PKAO). Het complex huisvest ook een deel van het Koninklijk Instituut voor de Tropen.